# Monasterio de Sokolica
Monasterio de Sokolica (en serbio: Манастир Соколица ; Manastir Sokolica) es un monasterio ortodoxo serbio ubicado en el territorio de Kosovo, en la localidad de Boljetin, parte del municipio de Zvečan (Kosovo del Norte). Depende de la Eparquía de Ras-Prizren y está en la lista de monumentos culturales de importancia excepcional en la República de Serbia.
El monasterio de Sokolica fue construido a finales del siglo XIV o principios del siglo XV.